# 羅川真里茂
羅川 真里茂（らがわ まりも、9月21日 - ）は、日本の漫画家。青森県八戸市出身。血液型はB型。女性。

## 来歴
青森県立南郷高等学校に通学していた。
デビュー以前は、月刊『JUNE』「ケーコたん（竹宮惠子）のお絵描き教室」に投稿。竹宮から「背景画がサッパリしすぎていてプロとしては通用しない」と酷評された。なお、このとき用いられた主人公たちは後に『赤ちゃんと僕』などに再登場している。
1990年、『タイムリミット』（『花とゆめ』（白泉社）22号）にてデビュー。翌1991年、同誌にてホームコメディ『赤ちゃんと僕』の連載を開始。同作品は6年間に渡って連載され、1996年にはアニメ化も行われるなど、羅川の代表作となった。
1995年、『花とゆめ』にてゲイをテーマにしたシリアスな作品『ニューヨーク・ニューヨーク』の連載を開始。同年、『赤ちゃんと僕』で第40回小学館漫画賞（少女部門）を受賞。
1998年、『花とゆめ』にて高校を舞台としたテニス漫画『しゃにむにGO』の連載を開始。同作品は約11年に渡る長期連載となった。
2010年、読み切りを経て『月刊少年マガジン』（講談社）5月号より『ましろのおと』の連載を開始。出身地の青森県内の津軽地方における津軽三味線奏者をテーマとしている。
2011年4月2日、TV番組『王様のブランチ』に出演した。
2016年、『別冊花とゆめ』（白泉社）にて木原音瀬の同名BL小説を漫画化した『吸血鬼と愉快な仲間たち』の連載を開始したが、掲載誌休刊の影響によりwebマンガ誌『花ゆめAi』での連載を経て、同社の隔月誌『MELODY』に移籍し、2023年2月号から連載を再開した。

## 人物
父の勇男は、過酷な遠洋漁業を16歳から50年に渡り戦い抜いた元イカ漁師。
元女子レスリング選手・吉田沙保里ははとこにあたる。羅川の父方の祖母の妹が吉田の父方の祖母である。2019年8月13日放送の「初めまして!遠い親戚さん」にて2人の関係が判明したが、その際に手紙と一緒に吉田沙保里の似顔絵を本人に送った。

## 作品リスト
- 発表年は掲載誌の号数に準拠。
- 太字は連載作品
- 〈掲載誌〉HY：『花とゆめ』 / THY ：『ザ花とゆめ』 / HYE：『花とゆめEPO』 / HYPZ：『花とゆめプラネット増刊』 / BHY：『別冊花とゆめ』 / HYP：『花とゆめプラス』 / HYA：『花とゆめAi』 / ML：『メロディ』 （以上、白泉社）　MSM：『月刊少年マガジン』 （講談社）
- 〈収録〉赤僕：『赤ちゃんと僕』 / 東京：『東京少年物語』 / お天気：『いつでもお天気気分』 / NY：『ニューヨーク・ニューヨーク』 / チムア：『チムアポート』 / 朝くる：『朝がまたくるから』、後ろの数字は単行本巻数

|  | 連載作品 |  | シリーズ作品 | 無色 | 単発・読み切り作品 |

| #  | 作品名                     | 掲載誌      | 発表年・掲載号                                  | 収録    | 注記                                                        |
| -- | -------------------------- | ----------- | ----------------------------------------------- | ------- | ----------------------------------------------------------- |
| 1  | 赤ちゃんと僕               | HY          | 1991年11号 - 1997年14号                         | ―       | 初連載作品。全103話。第40回小学館漫画賞（少女部門）受賞作。 |
| 2  | ニューヨーク・ニューヨーク | HY          | 1997年22号 - 1998年14号                         | ―       | 短期掲載2話を経て連載化。                                   |
| 3  | しゃにむにGO               | HY          | 1998年19号 - 2009年7号                          | ―       | 最長連載作品。全192話。                                     |
| 4  | ましろのおと               | MSM         | 2010年5月号 - 2022年9月号                       | ―       | 初の少年誌での連載。                                        |
| 5  | いつでもお天気気分         | BHY         | 2010年6月号 - 2014年5月号                       | ―       | 不定期掲載を経て連載化。                                    |
| 6  | 吸血鬼と愉快な仲間たち     | BHY HYAi ML | 2016年6月号 - 2018年7月号 Vol.5 - 2023年2月号 - | ―       | 原作は木原音瀬。                                            |
| 7  | 兄弟の面々                 | HYE         | 1989年1月号                                     | 未収録  | 第152回HMC（花とゆめまんが家コース）トップ賞。              |
| 8  | ばかでかるくてわがままで   | HY          | 1990年15号                                      | 赤僕6   |                                                             |
| 9  | タイムリミット             | HY          | 1990年22号                                      | 赤僕4   | デビュー作。                                                |
| 10 | Secret Boyに手ぇだすな!!   | HY          | 1991年6号                                       | 赤僕4   |                                                             |
| 11 | 東京少年物語               | HY          | 1991年9号                                       | 東京1   | 『別冊花とゆめ』2002年5月号に再掲載。                       |
| 12 | お兄ちゃんの僕             | HY          | 1991年17号                                      | 赤僕1   |                                                             |
| 13 | 夏と君のイラジエーション   | HYPZ        | 1991年9月1日号                                  | 赤僕15  |                                                             |
| 14 | いつでもお天気気分         | HY          | 1993年13号・14号                                | お天気1 | 『花とゆめプラネット増刊号』同年12月15日号に再掲載。        |
| 15 | いつでもお天気気分         | HY          | 1994年8号・9号                                  | お天気1 | 『別冊花とゆめ』2002年5月号に再掲載。                       |
| 16 | 東京少年物語               | HY          | 1994年18号                                      | 東京1   |                                                             |
| 17 | ニューヨーク・ニューヨーク | HY          | 1995年19号・20号                                | NY1     | 全2話。                                                     |
| 18 | いつでもお天気気分         | HY          | 1996年7号・8号                                  | お天気2 |                                                             |
| 19 | いつでもお天気気分         | HY          | 1997年18号・19号                                | お天気2 |                                                             |
| 20 | 僕から君へ                 | ML          | 1998年1月号                                     | NY4     |                                                             |
| 21 | がんばってや               | BHY         | 2001年7月号                                     | 東京1   |                                                             |
| 22 | いつでもお天気気分         | BHY         | 2002年9月号                                     | お天気3 |                                                             |
| 23 | いつでもお天気気分         | BHY         | 2003年5月号                                     | お天気3 |                                                             |
| 24 | チムアポート               | THY         | 2003年8月1日号                                  | チムア  | 副題「戦士 ジャバ・ウー」                                   |
| 25 | いつでもお天気気分         | BHY         | 2004年7月号・9月号                              | お天気3 |                                                             |
| 26 | 朝がまたくるから           | HYP         | 2005年4月25日号                                 | 朝くる  | 副題「葦の穂綿」                                            |
| 27 | 朝がまたくるから           | BHY         | 2007年10月号                                    | 朝くる  | 副題「半夏生」                                              |
| 28 | チムアポート               | THY         | 2009年8月1日号                                  | チムア  | 副題「夢語り ジョー」                                       |
| 29 | 朝がまたくるから           | BHY         | 2010年2月号                                     | 朝くる  | 副題「冬霞」                                                |
| 30 | チムアポート               | HY          | 2010年3号                                       | チムア  | 副題「魔法使い ピノ」                                       |
| 31 | 是騒騒                     | MSM         | 2024年7月号                                     | 未収録  |                                                             |

## 書籍

### 漫画単行本
詳細は各リンク先および脚注を参照 。
- 新書版（注記なきものは全て花とゆめコミックスレーベル（白泉社）より刊行）
  - 『赤ちゃんと僕』 全18巻
  - 『いつでもお天気気分』 全7巻
  - 『ニューヨーク・ニューヨーク』 ジェッツコミックス（白泉社） 全4巻
  - 『しゃにむにGO』 全32巻
  - 『東京少年物語』
  - 『朝がまたくるから』 花とゆめコミックススペシャル（白泉社）
  - 『チムアポート』 花とゆめコミックススペシャル
  - 『ましろのおと』 講談社コミックス月刊マガジン、全31巻
  - 『吸血鬼と愉快な仲間たち』 原作：木原音瀬、花とゆめコミックススペシャル、既刊7巻（2025年4月現在）
- 文庫版（全て白泉社文庫より刊行）
  - 『赤ちゃんと僕』全10巻
  - 『ニューヨーク・ニューヨーク』 全2巻
  - 『僕から君へ 羅川真里茂傑作集』
- 愛蔵版（花とゆめコミックススペシャルより刊行）
  - 『赤ちゃんと僕』 全9巻
- 新装版（花とゆめコミックススペシャルより刊行）
  - 『しゃにむにGO』 全16巻

### 画集
- 『赤ちゃんと僕 おもちゃ箱ひっくりかえした』 白泉社、1995年2月発売、ISBN 4-59273-123-9、B6判
- 『赤ちゃんと僕 くりーむいっぱいのケーキ』 白泉社、1996年12月発売、ISBN 4-59273-137-9、B6判

### その他
- 『花とゆめメモリアル 赤ちゃんと僕トリビュート』 白泉社、2009年8月5日発売、ISBN 978-4-592-19807-9、B6判

### 関連書籍
- 明るい家族プロジェクト研究会 『『赤ちゃんと僕』の秘密』 データハウス、1997年2月発売、ISBN 4-88718-418-2
- 藤本由香里 『少女まんが魂 現在を映す少女まんが完全ガイド&インタビュー集』[注 2] 白泉社、2000年12月発売、ISBN 4-592-73178-6

## 受賞歴
- 第152回花とゆめまんが家コーストップ賞（1990年・受賞作 「兄弟の面々」）
- 第16回花とゆめまんが家コースビッグチャレンジ賞佳作（1990年・受賞作 「ばかでかるくてわがままで」）
- 第40回小学館漫画賞（少女部門）（1995年・受賞作 「赤ちゃんと僕」）
- 第35回講談社漫画賞（少年部門）（2012年・受賞作 「ましろのおと」）
- 第16回文化庁メディア芸術祭マンガ部門優秀賞（2012年・受賞作 「ましろのおと」）[15]